# De Grote Volksquiz
De Grote Volksquiz was een Vlaams VTM-spelprogramma dat in 2008 debuteerde. De spelers weten alle vragen en antwoorden op voorhand en moeten zo veel mogelijk vragen juist beantwoorden om de hoofdprijs 100.000 euro te winnen.

## Presentatie
- Staf Coppens (gastheer)
- An Lemmens (quizmaster)
- Birgit Van Mol (quizmaster)
- Mike Verdrengh (quizmaster)

## Spelrondes

### Ronde 1: Te velde in Vlaanderen
De eerste ronde wordt volledig op locatie gespeeld, met alle Vlamingen die zich ingeschreven hebben voor het toernooi. Ze worden uitgenodigd voor de preselecties en krijgen allemaal dezelfde opdracht voorgeschoteld: tien vragen op één rij correct beantwoorden. De karavaan van De Grote Volksquiz houdt midden januari halt in Gent, Oostende, Genk en Antwerpen.

### Ronde 2: Preselecties & Volksexamen
Alle kandidaten ondergaan een eerste test: tien vragen op één rij correct beantwoorden. Iedereen die daarin slaagt, mag door naar het Volksexamen. In dit schriftelijk examen krijgen de kandidaten twintig minuten de tijd om honderd vragen te beantwoorden. De beste 56 mogen door naar de volgende ronde.

### Ronde 3: Van 56 naar 28
De 56 kandidaten worden ingedeeld in drie groepen volgens leeftijd. De kandidaten moeten een voor een zo veel mogelijk vragen correct beantwoorden in twee minuten tijd. De negen besten van elke groep mogen doorgaan naar de studioshows. De afvallers strijden in een speciale schiftingsronde nog voor één laatste wildcard.

### Studioshow 1: 3 april 2008
Fabienne Derwael plaatst zich als eerste voor de finale .

### Studioshow 2: 10 april 2008
Staf Dujardin plaatst zich als tweede voor de finale .